# Rozłazino (gmina)
Rozłazino – dawna gmina wiejska istniejąca w latach 1945–1954 w woj. gdańskim (dzisiejsze woj. pomorskie). Siedzibą władz gminy było Rozłazino.
Gmina Rozłazino powstała po II wojnie światowej (1945) na terenie tzw. Ziem Odzyskanych (tzw. III okręg administracyjny – Pomorze Zachodnie). 25 września 1945 roku gmina – jako jednostka administracyjna powiatu lęborskiego – została powierzona administracji wojewody gdańskiego, po czym z dniem 28 czerwca 1946 roku weszła w skład woj. gdańskiego. Według stanu z 1 lipca 1952 roku gmina była podzielona na 12 gromad: Bożepole Małe, Bożepole Wielkie, Chmieleniec, Dąbrówka Wielka, Dzięcielec, Godętowo, Łówcz Górny, Nawcz, Osiek, Paraszyno, Popowo i Rozłazino.
Gmina została zniesiona 29 września 1954 roku wraz z reformą wprowadzającą gromady w miejsce gmin. Jednostki nie przywrócono 1 stycznia 1973 roku wraz z kolejną reformą reaktywującą gminy.